# 新不了情 (1983年電視劇)
《新不了情》是香港亞洲電視拍攝製作的時裝劇集，由李兆華監製，劇集於1983年10月3日首播，共15集。主演有于嘉希、趙煒林、陳佩茜、楊仲恩、黎漢持等人。

## 演員表
- 于嘉希 飾 戚水兒
- 趙煒林 飾 方志威
- 陳佩茜 飾 葉家寶
- 楊仲恩 飾 林少聰
- 黎漢持 飾 鄭克勤
- 吳鳳華 飾 Eva
- 陳植槐 飾 程伯
- 吳回 飾 文叔
- 鮑漢琳 飾 戚國璋
- 梁舜燕 飾 克勤母
- 黎宣 飾 老佛爺
- 徐寶鳳 飾 何桂芳
- 羅國輝 飾 Alex
- 賴汝正 飾 黃律師
- 譚德成 飾 阿星
- 鄧德光 飾 阿松
- 李嘉豪 飾 豬仔
- 李力群 飾 箭豬
- 何鳳儀 飾 卿姐
- 麥翠嫻 飾 Fanny
- 劉少君 飾 Bobby